# Ch'p
Ch'p è un personaggio dei fumetti DC Comics, creato da Paul Kupperberg e Don Newton. È la Lanterna Verde del settore 1014 dell'Universo DC. Come tutti gli H'Invenitiani, somiglia fortemente ad una combinazione antropomorfa tra uno scoiattolo di montagna ed uno scoiattolo di bosco.

## Storia
Le prime storie di Ch'p furono raccontate in Green Lantern Corps n. 203. Nativo del pianeta H'Iven, partecipò alla difesa del suo mondo natale dall'invasione dei Crabsters del Dottor Ub'x. Fu catturato e condannato a morte, ma uno dei Guardiani dell'Universo arrivò in segreto e lo introdusse al Corpo delle Lanterne Verdi donandogli l'anello del potere, perso dal suo predecessore durante il tentativo di difesa del pianeta H'Iven. Utilizzando l'anello, Ch'p riuscì a sconfiggere il Dottor Ub'x e a liberare il suo pianeta. Poco dopo viaggiò fino ad Oa dove fu istruito da Kilowog nello stesso gruppo di reclute in cui militava anche Hal Jordan. Ch'p divenne la Lanterna Verde del settore 1014, e divenne un caro amico di Jordan, Mogo, Salaak e degli altri membri del Corpo. Ch'p mantenne la sua identità segreta sul suo pianeta natale, finché non sposò la sua fidanzata M'nn'e. Quando non serviva i Guardiani di Oa, Ch'p difendeva H'Iven da varie minacce, la maggior parte delle quali create dal suo nemico di vecchia data, il Dottor Ub'x.
La storia di Ch'p come Lanterna Verde fu la solita raccontata anche per tutti i suoi compagni, fino alla sua partecipazione in Crisi sulle Terre infinite. Dato che la Crisi ebbe effetto sull'intero universo, ci fu anche una Crisi su H'Iven, e quando ritornò a casa, scoprì che la storia era stata riscritta, così che lui morì quindici anni prima in un incidente. Nella nuova linea temporale, sua moglie M'nn'e sposò il suo migliore amico, D'll. Affranto e disorientato, Ch'p abbandonò H'Iven per la Terra, dove servì come Lanterna Verde insieme alla squadra assegnata alla salvaguardia del pianeta. A differenza del resto dell'universo, i membri del Corpo riuscivano a ricordare gli eventi pre-Crisi. Erano gli unici che ricordavano la Lanterna Verde di H'Iven. Durante questo periodo, Ch'p una volta si batté contro il Dottor Ub'x, l'unico altro abitante di H'Iven che ricordava la linea temporale pre-Crisi. I due avversari infine capirono l'importante connessione che condividevano e misero da parte le loro differenze.
Le esperienze terrestri di Ch'p sulla Terra furono inizialmente negative tuttavia, così decise di ritornare su H'Iven per ricominciare. Quando la Batteria del Potere Centrale fu distrutta dopo l'esecuzione di Sinestro, l'anello di Ch'p era uno dei pochi che ancora funzionava. La frustrazione della vita su un mondo dove nessuno si ricordava di lui, lo portò alla depressione a dei tentativi di suicidio che furono fermati dal suo compagno Lanterna Verde Saalak, che divenne il mentore ed amico di Ch'p su H'Iven. I due amici più tardi arrivarono su Oa per partecipare alla ricostruzione del Corpo delle Lanterne Verdi. Ch'p fu assegnato al pattugliamento di Oa, più specificamente alla città di fortuna chiamata Mosaic World. Qui si unì a John Stewart che era sotto l'influenza di Sinestro. Un trattore giallo colpì ed uccise Ch'p. Un'immagine della Lanterna Verde deceduta occasionalmente compariva a John Stewart, sebbene l'esatta natura dell'apparizione non fu mai pienamente spiegata. Quando il Corpo fu rimesso insieme dopo la sconfitta di Parallax, un altro nativo di H'Iven, B'dg, fu eletto come nuova Lanterna Verde del settore 1014.
Ch'p comparve in numerosi modi dopo la sua morte. Fu mostrato da Alex Ross nei disegni del Corpo delle Lanterne Verdi; e in una delle ultime storie di Kyle Rayner, dove questi visitò il suo settore. In un numero di 52, il personaggio di Ambush Bug fu mostrato mentre si nutriva con uno snack chiamato "Ch'ps" che aveva uno scoiattolo spaziale come immagine pubblicitaria. Ch'p comparve anche in una storia flashback nella serie corrente di Lanterna Verde (n. 31) mentre era nella stessa classe di reclutamento di Hal Jordan.

## La notte più profonda
Ch'p è una delle molte Lanterne Verdi decedute ad essere risvegliato dalla sua tomba su Oa per divenire una Lanterna Nera. Fu una delle prime Lanterne Nere ad imporsi contro le viventi Lanterne Verdi su Oa.

## Sopravvissuti alla Crisi
Lo status di Ch'p come anomalo sopravvissuto della prima Crisi non fu spiegato fino alla sua morte. La sua esistenza nella linea temporale fu confermata appena prima di Crisi infinita, dato che fu menzionato in una storia di Kyle Rayner di quel periodo. Comparve anche in un pannello flashback nella serie corrente di Lanterna Verde. In effetti, Ch'p sarebbe un residuo della linea temporale di Terra-1 proprio come Power Girl lo è di Terra-2. Mentre questo punto è generalmente reso vano dalla sua scomparsa, il personaggio rimane una delle poche animalie che non furono risolte dagli eventi di Crisi infinita.

## Versioni alternative
- In Superamici n. 14 della DC Comics, Ch'p fu chiamato quando i Superamici furono immobilizzati da Kanjar-Ro. Capendo che solo gli umani, John Stewart convocò Ch'p sulla Terra. La Lanterna Verde simile a uno scoiattolo quindi, guidò una versione della Legione dei Super Animali, inclusi Krypto, Streaky (il Super Gatto), Beppo (la super scimmia), Asso il Bat-Segugio, un polpo super potenziato, e un canguro amazzone, in una missione per salvare il pianeta dai piani di Kanjar-Ro.
- Comparve nella realtà alternativa di JLA: Another Nail come membro della forza d'attacco del Corpo che attaccò Apokolips.
- Una statua di Ch'p si erge insieme a quelle delle altre Lanterne Verdi del pianeta Oa del XXXI secolo nella miniserie Final Crisis: Legion of 3 World.

## Altri media

### Televisione
- Una versione di Ch'p si vide nell'episodio "Super papero terrestre" della serie animata Duck Dodgers.
- Ch'p ebbe due camei negli episodi Il cavaliere oscuro e L'attacco di Despero nella serie animata Batman: The Brave and the Bold.
- Ch'p compare anche nella serie animata Lanterna Verde.

### Film
- Ch'p ebbe un ruolo parlante nel film animato Lanterna Verde: Prima missione.

### Giocattoli
- Più recentemente, Ch'p fu selezionato per essere incluso come action figure in una speciale collezione di miniature di Lanterna Verde ambientate per il videogioco Heroclix.
- La serie Museum-Quality Statue della DC Comics includerà le action figure in scala 1:4 di Hal Jordan e Ch'p.

### Varie
- Esiste un gruppo musicale gallese di nome Ch'p Run Roadkill, così chiamati in omaggio del personaggio.
- Ch'p costituisce un omaggio al mondo Disney, in quanto evidente trasposizione dello scoiattolo Cip; cosa confermata anche dal fatto che il suo miglior amico è D'll (Dale).